# Андрусенко, Валентин Кузьмич
Валенти́н Кузьми́ч Андрусе́нко (1919—1979) — старшина первой статьи Краснознамённого Балтийского флота, Герой Советского Союза (1945).

## Биография
Родился 8 марта 1919 года в селе Покровка (ныне — Новосергиевский район Оренбургской области) в крестьянской семье. Был членом ВЛКСМ, имел неполное среднее образование, работал в речном порту Ростова-на-Дону. В 1939 году призван на срочную службу в ряды вооружённых сил. Проходил службу в должности мастера по вооружению в 1-м минно-торпедном авиационном полку.
С началом Великой Отечественной войны Андрусенко продолжал службу в должности мастера по вооружению, обеспечивая бесперебойную работу бомбардировщиков и истребителей полка, считался одним из лучших в полку мастеров, иногда в качестве воздушного стрелка совершал боевые вылеты. В октябре 1943 года Андрусенко был переведён в морскую пехоту, после ранения был отправлен во 2-й дивизион сторожевых катеров на сторожевой катер «СКА-65».
17 июня 1944 года в ходе воздушного налёта немецких бомбардировщиков Андрусенко удалось автоматной очередью сбить один из них — Ju-88. Андрусенко получил ранение, но не оставил вверенный ему пост. Через месяц во время проведений одной из войсковых операций Андрусенко, командовавший сторожевым катером, сумел сблизиться с аналогичным немецким катером и уничтожить его. В октябре 1944 года Андрусенко принимал участие в Моонзундской десантной операции.
В ночь со 2 на 3 сентября 1944 года катер Андрусенко в составе передового десантного отряда, прорвав немецкую оборону, вошёл в бухту Хельтерма, что у острова Даго. Андрусенко лично подавил несколько огневых точек. Всего в ходе операции по освобождению острова Даго Андрусенко совершил десять боевых рейсов, и к исходу дня 3 сентября остров был освобождён.
В ходе боёв за остров Эзель Андрусенко командовал шхуной, первой подошедшей к месту десантирования. В шхуну попал снаряд, после чего загорелся боезапас, размещённый на ней. Андрусенко, рискуя жизнью, стал сбрасывать за борт горящие боеприпасы, благодаря чему десант и шхуна были спасены.
6 марта 1945 года Указом Президиума Верховного Совета СССР за «образцовое выполнение заданий командования и проявленные мужество и героизм в боях с немецко-фашистскими захватчиками» старшина первой статьи Валентин Кузьмич Андрусенко был удостоен высокого звания Героя Советского Союза с вручением ордена Ленина и медали «Золотая звезда» за номером 5875.
В 1946 году Андрусенко был демобилизован из рядов Вооружённых Сил.
Указом Президиума Верховного Совета СССР от 31 декабря 1948 года был лишён звания Героя Советского Союза. Восстановлен в звании 7 апреля 1971 года.
Жил в столице Казахстане городе Алма-Ате. Умер 22 марта 1979 года. Похоронен на Центральном кладбище Алматы.